# كلايف أوسبورن
كلايف أوسبورن (بالإنجليزية: Clive Osborne)‏ هو سياسي أسترالي، ولد في 18 مارس 1923 في غونيداه في أستراليا، وتوفي في 25 مارس 1998. حزبياً، نشط في الحزب الوطني الأسترالي. وقد انتخب عضو الجمعية التشريعية نيو ساوث ويلز.